# Arn Kouchnirov
Arn Kouchnirov (en yiddish : אהרן קושניראָוו ; en russe : Арон Давидович Кушниров, Aron Davidovitch Kouchnirov), né en 1890 et décédé en 1949) est un écrivain russe puis soviétique de religion juive et de langue yiddish.

## Biographie

### Début littéraire
Arn Kouchnirov est né le 7 janvier 1890 à Boïarka près de Kiev, dans l'Empire russe, aujourd'hui en Ukraine. Jeune, il reçoit une éducation traditionnelle juive, mais quand son père, un négociant en bois, meurt quand il a juste treize ans, il quitte l'école religieuse élémentaire et va travailler à Kiev comme assistant vendeur dans une épicerie.
Il commence sa carrière littéraire en 1909. Kouchnirov et ses amis Ocher Schwartzmann (ru) et Naoum Oïslender (ru) envisagent de publier un recueil de poésies, mais le projet ne verra jamais le jour. Après avoir servi dans l'armée tsariste pendant la Première Guerre mondiale, Kouchnirov s'engage dans l'Armée rouge en 1920. La même année, il publie un poème dans le journal épisodique de l'Armée rouge, Der kamf mit der poilischer schlachte (Le combat contre la noblesse polonaise), bulletin du Comité du district de Kharkov du Parti communiste d'Ukraine, section juive. Il publie d'autres poèmes dans le journal de Kharkov Komunist. Sa première anthologie Vents parait en 1921 aux éditions Vidervuks, formées par un groupe de jeunes écrivains yiddish de Kiev. David Hofstein (en) en écrit la préface. Le poème d'ouverture du recueil a pour titre Ekran (Écran), reflétant le fait que de nombreux bolchéviks considèrent le cinéma comme un important médium de culture de masse.

### Les œuvres militantes
En 1922, Kouchnirov s'installe à Moscou et commence à coéditer le journal littéraire Der Shtrom (Le courant), dans lequel il publie des poèmes. Il participe aussi activement au Cercle des écrivains et artistes yiddish de Moscou. En 1923, dans une lettre qu'il adresse au poète Moïshé Khachtchévatski (ru), Kouchnirov se plaint de l'ambiance à la rédaction du journal et écrit : « pas un seul numéro n'est sorti sans intrigues et conflits ». Le 18 octobre 1923, le journal central yiddish de Moscou Der Ermes (La vérité) annonce qu'un nouveau journal littéraire intitulé Ekran, édité entre autres par Avraham Vieviorka et Kouchnirov, va paraitre le 15 novembre. L'annonce souligne que ses auteurs vont s'inspirer de la révolution d'Octobre pour leurs œuvres littéraires. Même si le projet Ekran est abandonné, Kouchnirov devient en 1925 membre du bureau de la Section yiddish de l'Association russe des écrivains prolétariens (RAPP - Rossiskaïa assotsiatsia prolétarskikh pissatéleï). Dans son recueil Oktiabr de 1925, il publie une longue nouvelle, Kinder fun ein folk (Enfants pour un peuple), que les critiques littéraires juives soviétiques considèrent comme une réussite importante dans la prose prolétarienne yiddish moderne.
Avec Vieviorka et Iakov Bronstein (be), il coédite pendant la période 1925-1941, le journal de Minsk Shtern (Étoile), le principal forum pour les écrivains yiddish prolétariens. Dans les années 1930 et 1940, Kouvhnirov est un écrivain prolifique et un éditeur de périodiques et de recueils littéraires. Iékhezkel Dobrouchine (ru) le désigne comme « un grand et profond poète ».
Kouchnirov écrit aussi des pièces de théâtre : sa pièce Hirsch Lekert est jouée au théâtre yiddish de Minsk en 1928 ; elle est publiée en yiddish en 1929 et 1930 et dans la traduction en russe d'Edouard Bagritski en 1930.

### Le Birobidjan et la Seconde Guerre mondiale
Pendant les années 1930, Kouchnirov prend part à la campagne littéraire consacrée au peuplement juif au Birobidjan, décrivant ce territoire comme une terre où coulent le lait et le miel, et même comme un endroit où les hommes ont une puissance sexuelle extraordinaire. Il accueille aussi dans son poème Main tzveiter held (Mon second héros) de 1934, les résultats de l'ingénierie sociale soviétique, principalement dans les centres industriels comme Donbass qui « reforge dans ses fours de fusion » le « matériel humain brut » des « jeunes gens de Chklow et de Chpola ».
Kouchnirov coédite l'almanach yiddish de Moscou Sovetisch de 1934 à 1941. Il traduit des œuvres littéraires russes en yiddish, dont celles de Mikhaïl Lermontov et de Nikolaï Nekrassov. Kouchnirov est membre du présidium de Comité antifasciste juif et siège au comité de rédaction de son journal Einikait (Unité). Il édite en 1947 et 1948 l'almanach yiddish de Moscou Heimland (Patrie).
Le 4 juillet 1941, peu de temps après l'invasion de l'Union soviétique par l'Allemagne nazie, Kouchnirov, qui a maintenant 51 ans, se rend à l'Union des écrivains soviétiques et se porte volontaire pour la Narodnoïé opolchenié (Garde nationale). Il est rapidement transféré dans l'Armée rouge et envoyé au front. Il finit la guerre avec le grade de major et reçoit l'ordre de l’Étoile rouge et la médaille du Courage au combat.
Le 24 mai 1942, Kouchnirov fait un discours lors de la seconde réunion des représentants du peuple juif, dans lequel il souligne le rôle des Juifs dans la guerre et la reconnaissance de leurs actes par leurs compagnons d'armes. 
« Je reviens du front où l'héroïque Armée rouge avec un fougueux coup de balai refoule l'ordure fasciste de la terre soviétique. Il y a onze mois, moi, un poète yiddish, ensemble avec d'autres poètes et écrivains, juifs, russes, ukrainiens, biélorusses et géorgiens, je me suis porté volontaire pour me battre pour ma patrie soviétique. Avec un fusil à la main, nous n'avons pas abandonné notre arme, la plume. Nous distribuons des coups à l'ennemi avec nos baïonnettes et aussi nos plumes…
Mon frère d'arme, le sergent Wexelman ! Je me souviens de votre serment, de vous battre pour Moscou jusqu'à votre dernière goutte de sang. Avec les combattants de votre unité, russes et tatars, n'épargnant pas votre vie, vous avez respecté votre serment jusqu'à sa dernière extrémité. Les tanks allemands ne sont pas passés là où vous les avez combattus avec vos poitrines.
Glorieux fils de notre peuple, le major Zalman Ochérov ! (Il a été tué le 14 mars 1942). Il y a seulement quelques jours, je me tenais devant votre tombe, tout près du front. Pour le triomphe et la victoire de notre patrie, vous avez donné généreusement votre vie à 40 ans. Et vos compagnons de combat, les braves et remarquables artilleurs russes, ont paré votre tombe avec les premières fleurs printanières et ont juré sur votre tombe de battre le monstre fasciste jusqu'à sa complète destruction.
Et vous, mon ami et camarade de notre héroïque division, commissaire de bataillon Leibovitch! Bien sûr tu ressens de la fierté nationale pour le respect que vous avez gagné par votre bravoure et votre audace au combat… »

### Mort
Kouchnirov meurt d'un cancer de la gorge à Moscou, le 7 septembre 1949, à l'apogée de la chasse aux sorcières contre les écrivains yiddish. Il est considéré comme une victime de la répression.
Des recueils posthumes de ses poèmes sont publiés à Moscou en russe : Izbrannoïé (Œuvres choisies) en 1956 et Stikhi (poèmes) en 1964, ainsi qu'en yiddish : Geklibene lider (Poèmes choisis) en 1975.
Dans le roman autobiographique de Shmuel Gordon (ru) Yizker (Prière pour les personnes disparues), Kouchnirov est dépeint sous le faux nom de Meir Arens et est considéré comme le membre le plus respecté du Cercle des écrivains yiddish de Moscou.